# 둥지 속의 철새
"둥지 속의 철새"는 1988년에 개봉한 대한민국의 영화이다.

## 캐스팅
- 윤아영
- 최동준
- 김지영
- 관은경
- 김소희
- 박소영
- 천지현
- 김운하
- 황건
- 안명일
- 이해룡
- 장춘억
- 이상만
- 곽혜연
- 신동욱
- 한명환
- 유화춘
- 유일문
- 박부양
- 라갑성
- 길달호
- 홍춘길
- 김대현
- 서평석
- 조학자
- 장철
- 이일룡
- 양재혁
- 정명환
- 박경자
- 장진영